# Comuna Dobrotești, Teleorman
Dobrotești este o comună în județul Teleorman, Muntenia, România, formată din satele Dobrotești (reședința) și Merișani.

## Demografie
Componența etnică a comunei Dobrotești
     Români (92,07%)
     Alte etnii (7,93%)
Componența confesională a comunei Dobrotești
     Ortodocși (90,87%)
     Alte religii (0,91%)
     Necunoscută (8,22%)
Conform recensământului efectuat în 2021, populația comunei Dobrotești se ridică la 3.845 de locuitori, în scădere față de recensământul anterior din 2011, când fuseseră înregistrați 4.605 locuitori. Majoritatea locuitorilor sunt români (92,07%). Din punct de vedere confesional, majoritatea locuitorilor sunt ortodocși (90,87%), iar pentru 8,22% nu se cunoaște apartenența confesională.

## Istorie
La sfârșitul secolului al XIX-lea, comuna mai era cunoscută sub numele de Doagele, făcea parte din plasa Teleormanului a județului Teleorman și era alcătuită doar din satul Dobrotești (sau Doagele), cu o populație de 3105 de locuitori. În comună funcționa o școală mixtă cu 38 de elevi și o biserică. În aceiași plasă mai funcționa și comuna Merișani, alcătuită la acea vreme, doar din satul Merișani, având o populație de 968 de locuitori. În comună exista o școală mixtă cu 14 elevi și o biserică.
Anuarul Socec din 1925 consemnează ambele comune în plasa Tecuci-Kalinderu a aceluiași județ, cu o populație de 4139 de locuitori (în comuna Dobrotești) și 2047 de locuitori (în comuna Merișani). Comuna Merișani includea la acea vreme și satul Însurăței, care acum aparține comunei Didești.
În anul 1950, comuna a trecut în administrația raionului Zimnicea al regiunii Teleorman, raion care, doi ani mai târziu, a fost inclus în regiunea București.
În anul 1968, comuna a trecut la județul Teleorman, căpătând actuala formă, comuna Merișani a fost desființată, satul Însurăței a trecut la comuna Didești, iar satul Merișani a trecut la comuna Dobrotești.

## Politică și administrație
Comuna Dobrotești este administrată de un primar și un consiliu local compus din 13 consilieri. Primarul, Ion Mănica[*], de la Partidul Social Democrat, este în funcție din 2012. Începând cu alegerile locale din 2024, consiliul local are următoarea componență pe partide politice:
|  | Partid                          | Consilieri | Componența Consiliului | Componența Consiliului | Componența Consiliului | Componența Consiliului | Componența Consiliului | Componența Consiliului | Componența Consiliului | Componența Consiliului | Componența Consiliului | Componența Consiliului | Componența Consiliului |
|  | ------------------------------- | ---------- | ---------------------- | ---------------------- | ---------------------- | ---------------------- | ---------------------- | ---------------------- | ---------------------- | ---------------------- | ---------------------- | ---------------------- | ---------------------- |
|  | Partidul Social Democrat        | 11         |                        |                        |                        |                        |                        |                        |                        |                        |                        |                        |                        |
|  | Alianța pentru Unirea Românilor | 1          |                        |                        |                        |                        |                        |                        |                        |                        |                        |                        |                        |
|  | Uniunea Salvați România         | 1          |                        |                        |                        |                        |                        |                        |                        |                        |                        |                        |                        |

## Obiective turistice
- Biserica de zid „Sfinții Voievozi” din satul Dobrotești, construită în anul 1753, monument istoric
- Casa lui „Anghel al Moștencei” din Dobrotești, construită în secolul al XX-lea, monument istoric
- Clădirea Primăriei, construită în anul 1935, monument istoric
- Situl arheologic de la Dobrotești

## Monumente istorice
Trei monumente istorice se găsesc în comuna Dobrotești, toate situate în satul Dobrotești, printre care: Biserica de zid „Sfinții Voievozi”, construită în anul 1753, Casa lui „Anghel al Moștencei” din Dobrotești, construită în secolul al XX-lea și clădirea primăriei construită în anul 1935.